# День прав человека
День прав человека (на других официальных языках ООН: англ. Human Rights Day, исп. Día de los Derechos del Hombre, фр. la Journée des droits de l'homme) — празднуется по предложению Генеральной Ассамблеи ООН (Резолюция № 423 (V)) ежегодно, 10 декабря, начиная с 1950 года. В этот день в 1948 году Генеральная Ассамблея ООН приняла Всеобщую декларацию прав человека.
В резолюции Генеральной Ассамблеи предложено всем государствам ежегодно предоставлять доклады о праздновании Дня прав человека. В координации празднования Дня прав человека важную роль играет Верховный комиссар по правам человека.
В СССР, начиная с 1977 года, правозащитники в День прав человека проводили на Пушкинской площади в Москве так называемый «Митинг молчания».
В России в этот день проводятся различные официальные и неофициальные мероприятия. В 2001 году была учреждена Премия имени Андрея Сахарова «За журналистику как поступок». Премия присуждается российским журналистам и вручается 10 декабря в День прав человека.
10 декабря 2009 года представители демократических движений снова провели на Пушкинской площади «Митинг молчания». Таким образом они решили возродить традицию советских диссидентов, считая, что  права человека в России снова грубо и повсеместно нарушаются.
В ЮАР День прав человека отмечается как национальный праздник 21 марта — в Международный день борьбы за ликвидацию расовой дискриминации, в память о расстреле в Шарпевиле, произошедшем в этот день в 1960 году.
В Кирибати День прав человека объявлен нерабочим днём.
10 декабря 2013 года Международная федерация за права человека (FIDH) и правозащитный центр «Весна» представили подробный отчет на 80-ти страницах «Повсеместные нарушения трудовых прав и принудительный труд в Беларуси».

## Тема дня
Ежегодно ООН определяет основную тему Дня прав человека:
- 2004 год — «Образование в области прав человека»
- 2005 год — «О пытках и глобальных усилиях по борьбе с ними»
- 2006 год — «Борьба с нищетой обязанность, а не милосердие»
- 2007 год — «Человеческое достоинство и справедливость для всех нас»
- 2008 год — «60-я годовщина принятия Всеобщей декларации прав человека»
- 2009 год — «Отстоять многообразие — покончить с дискриминацией»
- 2010 год — «Не молчи… скажи дискриминации нет!»
- 2011 год — «Поддержите наш общий праздник — День прав человека!»
- 2012 год — «Сделайте так, чтобы Ваш голос услышали!»
- 2013 год — «20 лет борьбы за ваши права!»
- 2014 год — «Права человека 365 дней в году»
- 2015 год — «Наши права, наши свободы, всегда»
- 2016 год — «Борись за чьи-то права сегодня!»
- 2017 год — «Выступим в защиту равенства, справедливости и человеческого достоинства»
- 2018 год — «Выступим в защиту равенства, справедливости и человеческого достоинства»
- 2019 год — «Молодежь выступает в защиту прав человека»
- 2020 год — «Восстановить лучше, чем было»
- 2021 год — «Равенство — сокращение неравенства, продвижение прав человека»
- 2022 год — «Достоинство, свобода и справедливость для всех»
- 2023 год — «Свобода, равенство и справедливость для всех»
- 2024 год — «Наши права, наше будущее, прямо сейчас»